# Hocico

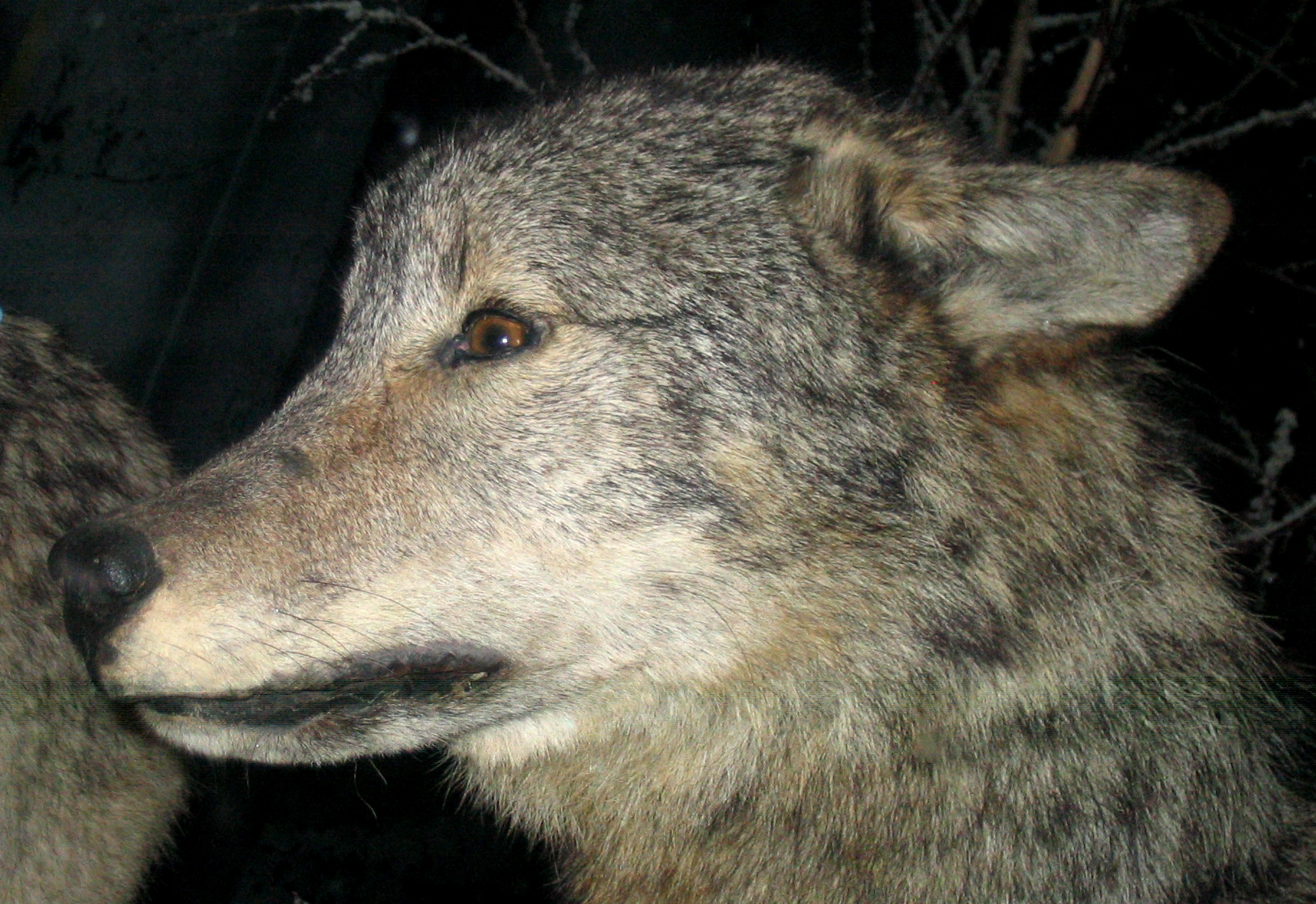
Hocico de un lobo.

El hocico es, en todos los animales, la nariz. En algunos animales, si la nariz está muy junta a la boca, se la considera parte del hocico.

## Hocicos de perros
Los hocicos de los perros varían ampliamente de forma y van de los extremadamente largos y delgados (dolicocefálicos) a los prácticamente inexistentes por planos (braquicefálicos) como el Carlino. Algunas razas tienen hocicos que en cierto modo recuerdan al lobo original en forma y tamaño y otros se han acortado en cierto modo (mesocefálicos) como los sabuesos.
Ejemplos:
Hocico de hiena,
Hocico de buey,
Hocico de perro, etc.

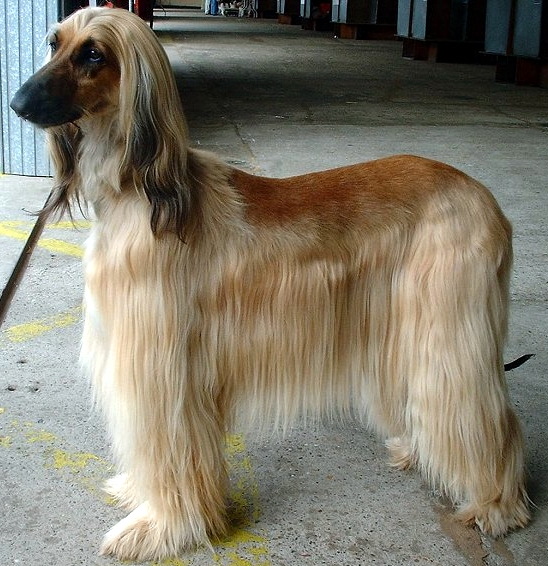
Lebrel afgano dolicocéfalo.
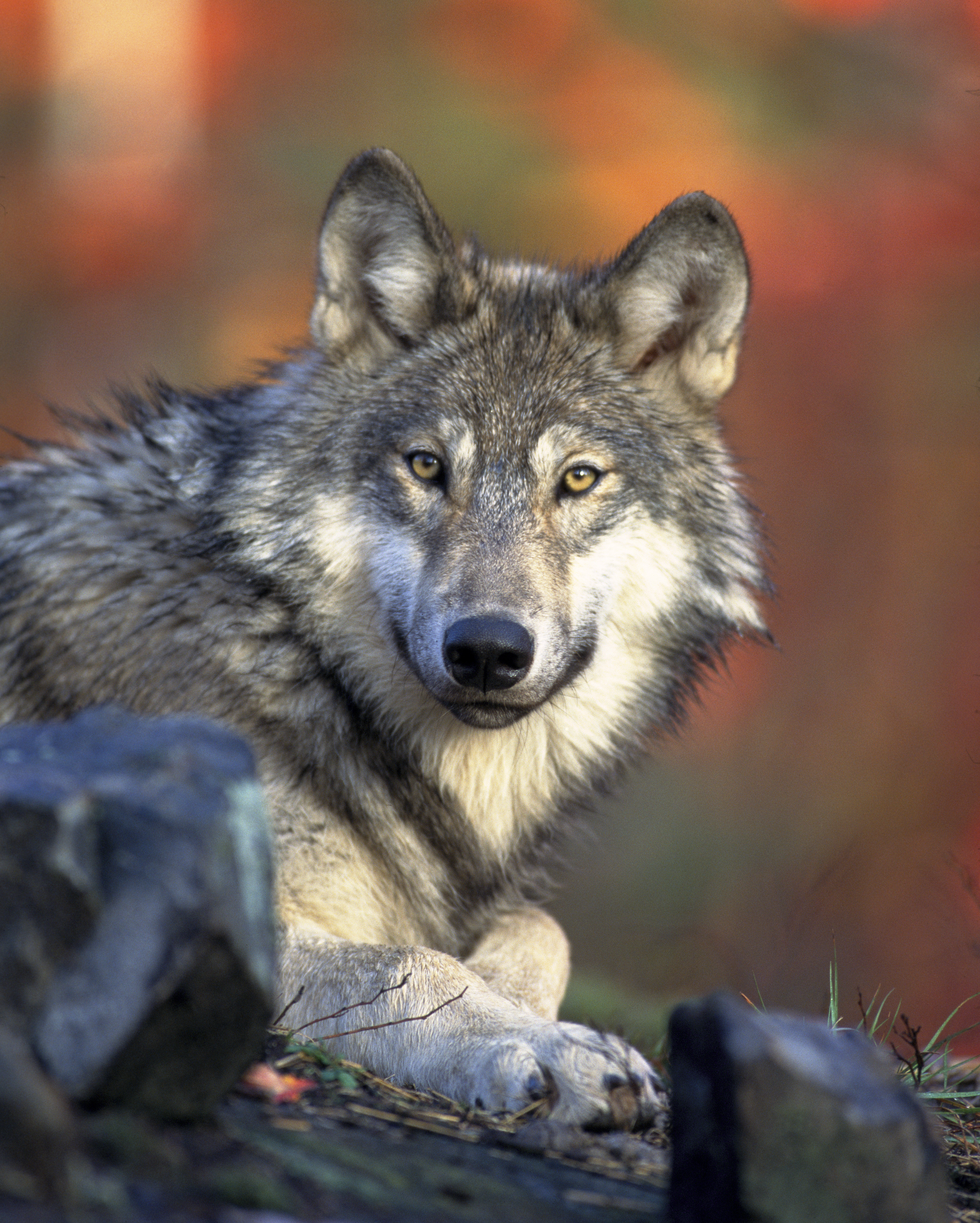
La cabeza de un lobo, comparada con la de los perros.
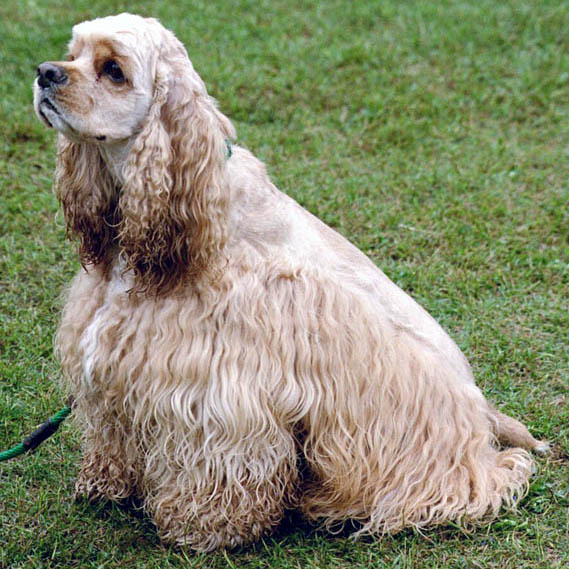
Cocker americano mesocéfalo.
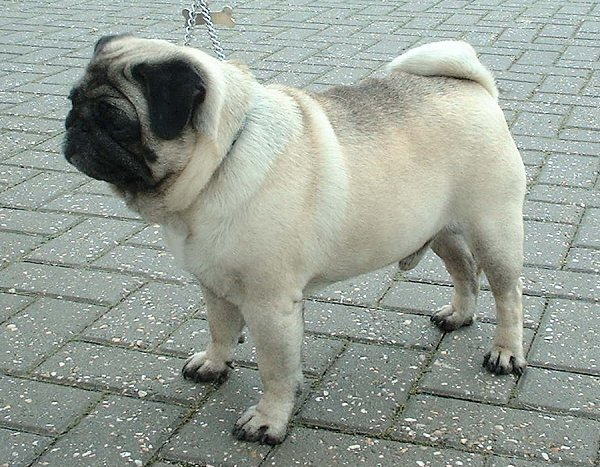
Perro carlino braquicéfalo.

## Otros animales
- En insectos, en forma de probóscide.
- En elefantes, en forma de trompa (es el hocico más largo del mundo)
- En cocodrilos, en los que se dice que los ojos también forman parte del hocico.
- En osos.